# Spilosoma malagasicum
Spilosoma malagasicum là một loài bướm đêm thuộc phân họ Arctiinae, họ Erebidae.